# 407年
| 千纪： | 1千纪 |
| 世纪： | 4世纪 \| 5世纪 \| 6世纪 |
| 年代： | 370年代 \| 380年代 \| 390年代 \| 400年代 \| 410年代 \| 420年代 \| 430年代                                                                                    |
| 年份： | 402年 \| 403年 \| 404年 \| 405年 \| 406年 \| 407年 \| 408年 \| 409年 \| 410年 \| 411年 \| 412年                                                              |
| 纪年： | 丁未年（羊年）；东晋义熙三年；后燕建始元年；后秦弘始九年；北魏天赐四年；北凉永安七年；南燕太上三年；西涼建初三年；北燕正始元年；夏龍昇元年；高句丽永乐十七年 |

## 大事记
- 馮跋兄弟趁後燕皇帝慕容熙送葬苻后時起事，生擒皇帝慕容熙後斬首，擁立慕容寶養子高雲為帝，建立北燕。
- 赫連勃勃因怨恨後秦與北魏通訊，決意背叛後秦，殺沒弈干，并吞其部眾，自以是匈奴夏后氏後裔，建國號「大夏」，自立为天王，大单于，国号夏，改年號龙升。
- 南凉國君主禿髮傉檀於陽武被夏王赫連勃勃擊敗。
- 譙縱向後秦稱藩，以討伐劉裕為名請後秦天王姚興讓投奔後秦的桓謙率眾入蜀。

## 逝世
- 3月3日——殷仲文，陈郡長平（今河南西华东北）人。殷融孫，荊州刺史殷仲堪堂弟，東晉、桓楚官員，官至東陽太守，被江州刺史何無忌指與永嘉太守駱球、桓胤等人謀反，遭劉裕誅殺。
- 9月16日——慕容熙（385年出生，22岁），十六國時期後燕國君主，鮮卑人，成武帝慕容垂的幼子，惠愍帝慕容寶之弟。
- 苻訓英，十六國後燕昭文帝慕容熙的天王皇后。
- 桓胤，東晉車騎將軍桓沖之孫，捲入殷仲文謀反的事件被誅殺。
- 劉懷肅，東晉末年將領，宋武帝劉裕的姨表兄。
- 沒弈干，高平鮮卑人，先後受前秦及後秦官爵，並曾收留匈奴鐵弗部首領劉衞辰子劉勃勃，即夏國開國君主赫連勃勃，但最終反為其所殺，部眾皆為其所吞併。